# Heiderenspin
De heiderenspin (Rhysodromus histrio) is een spinnensoort in de taxonomische indeling van de renspinnen (Philodromidae).
Het dier komt uit het geslacht Philodromus. Philodromus histrio werd in 1819 beschreven door Latreille.